# Cehețel
Cehețel (Hongaars: Csehétfalva) is een dorp in de gemeente Șimonești in het Roemeense district Harghita.

## Afbeeldingen

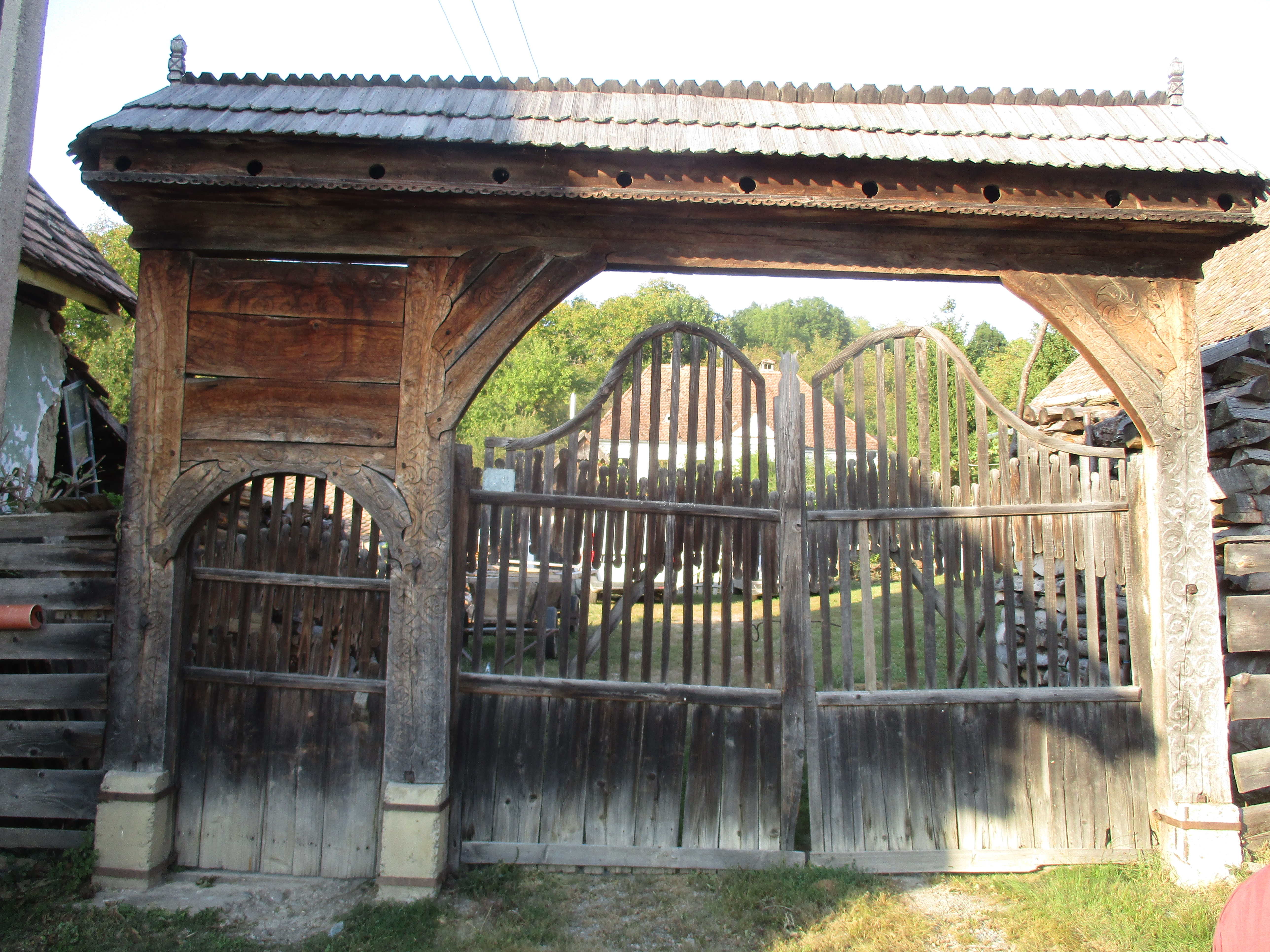
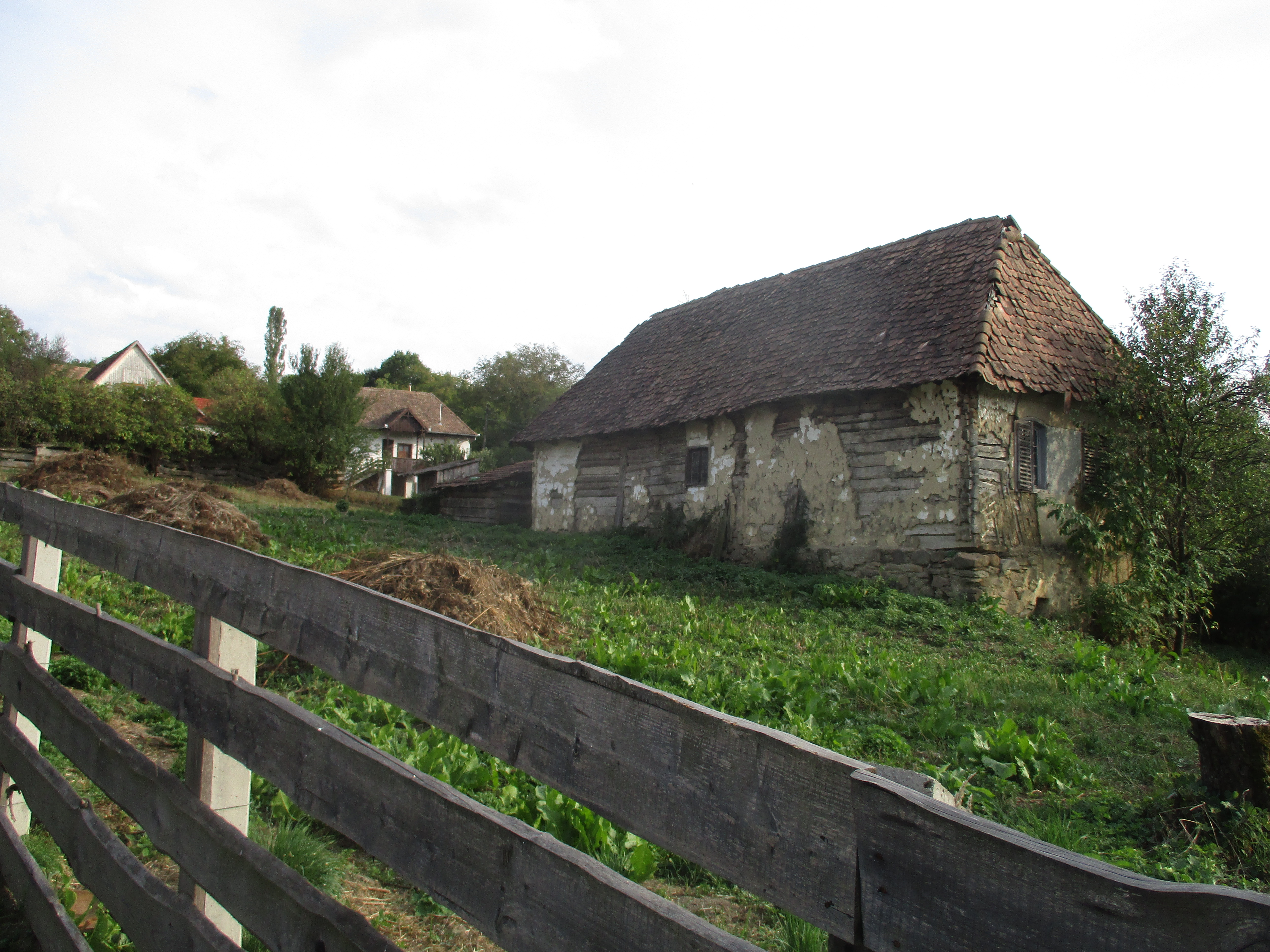